# Louis Doucin
Louis Doucin, né le 21 septembre 1652 à Vernon en Normandie et mort le 21 septembre 1726 à Orléans, est un historien et théologien jésuite français.

## Biographie
Le Père Doucin s’est rendu célèbre par quelques ouvrages, et plus encore par la part extrêmement active qu’il prit dans les affaires du jansénisme et de la bulle Unigenitus, de laquelle il se montra un défenseur zélé. Les jansénistes lui imputent d’avoir fait partie de ce que les janséniste appelèrent, à cette époque, la « cabale des Normands », composée principalement des PP. Le Tellier, Lallemant et Daniel.
On lui a attribué, et presque tous les dictionnaires historiques, lui ont attribué à tort le fameux Problème ecclésiastique. Les véritables ouvrages du P. Doucin sont : Mémorial abrégé touchant l’état et les progrès du jansénisme en Hollande. Cet ouvrage, que l’abbé Racine a qualifié de libelle, fut composé en 1697, lorsque le P. Doucin vint à la Haye avec Verjus, comte de Crécy, envoyé par la France pour se joindre aux plénipotentiaires qui traitaient de la paix à Ryswick. Ce Mémorial, traduit en plusieurs langues, fut répandu avec profusion, et servit, suivant le même abbé Racine, de fondement à l’affaire suscitée à Petrus Codde, archevêque de Sébaste et vicaire apostolique en Hollande, à la suite de laquelle ce prélat fut suspendu de ses fonctions par Clément XI ; Histoire du Nestorianisme, 1 vol. in-4° ; ouvrage intéressant et curieux, qui fait bien connaitre la personne de Nestorius, en quoi consistaient ses erreurs, et où tout ce qui concerne cette hérésie est discuté d’une manière fort judicieuse. À la tête du volume se trouve, pour servir de préface, une dissertation qui a pour titre : de la Divinité de Jésus-Christ, combattue par Nestorius, et prouvée par St. Cyrille ; Histoire de l’Origénisme, 1 .vol. in-4°, de laquelle il y aune édition en 1 volume in-12, Paris, Nicolas Le Clerc, 1700. L’ouvrage est divisé en 3 livres, et suivi d’un Éclaircissement sur ce que les anciens ont dit de la condamnation d’Origène dans le 5e concile œcuménique. L’auteur a attaché une grande quantité de faits à cette histoire, pleine de recherches savantes et d’anecdotes curieuses, qui n’est pas moins celle d’Origène que de l’origénisme. 4° Beaucoup d’écrits et de mémoires relatifs aux affaires du temps.

Le P. Doucin occupa dans son ordre divers emplois, et fut envoyé à Rome à l’occasion du jansénisme. En 1716, le Régent l’exila à Orléans où il devait finir sa vie dix ans plus tard. Voltaire a dit de lui : 
Petit Doucin, dont la main pateline

Donne à baiser une bulle divine
— Voltaire, La Pucelle, chant III, 88

## Sources
- Joseph-François Michaud, Biographie universelle ancienne et moderne, t. 11, Paris, Madame C. Desplaces, 1856, 604 p. (lire en ligne), p. 258.